# Latnati mehurnik
Latnati mehurnik (znanstveno ime Koelreuteria paniculata) je listopadno drevo iz družine sapindovk, ki je domorodno na Kitajskem in Japonskem.

## Opis
Drevo je svoje znanstveno ime dobilo po nemškem botaniku Josephu Koelreuterju. Zraste od 10 do 15 metrov visoko in ima široko razvejano okroglo krošnjo. Listi so neparno pernato deljeni na od 7 do 15 manjših jajčastih in na vrhu koničastih listov z narezanim robom. Skupna dolžina listov je od 30 do 35 cm. Mali lističi so lahko protu dnu rahlo krpasti. Po zgornji strani so gladki, po spodnji pa so vzdolž listnih žil dlakavi.
Cvetovi rumene barve so drobni in združeni v dolge kobule, ki so lahko dolgi tudi do 50 cm, razvijejo pa se poleti in v jeseni. Iz cvetov se razvijejo lepi mehurjasti plodovi, po katerih je drevo dobilo slovensko ime. Plodovi lahko na drevesu ostanejo skozi vso zimo. Plodovi rumeno rjave do vijolične barve imajo obliko trikotne vrečaste glavice, ki ima na vsaki ploskvi na sredini vgreznjeno žilo. V plodovih je po eno okroglo črno seme.

## Razširjenost in uporabnost
Latnati mehurnik ne prenaša močne zmrzali, sicer pa je nezahtevno drevo, ki ima rado sončno lego in dobro prenaša sušo. Domovina drevesa je Kitajska in Japonska, od tam pa so ga kot okrasno drevo zanesli tudi drugam po svetu. Razmnožuje se s semeni in potaknjenci, pa tudi s koreninami.